# Troinex

Troinex é uma comuna suíça do Cantão de Genebra que fica rodeada por Bardonnex, Plan-les-Ouates e Veyrier, e a Alta Saboia francesa a Sudoeste.
Segundo o Departamento Federal de Estatísticas Troinex ocupa uma superfície de 3.42 km2 e dos quais 26.2 % de terreno ocupado por habitações ou infra-estrutura, enquanto mais de 66 % é superfície agrícola. A população tem vindo a aumentar muito regularmente mas teve um pico nos anos 1990 quando passou de 1 383 a 2 030 e estava com 2 160 em 2008.